# Miguel Sánchez de Guido
Miguel Sánchez de Guido (Reino de Galicia de la Corona española, 1528 – f. Capitanía General de Guatemala, ca. 1590) fue un  conquistador y funcionario español que con el título de lugarteniente ocupó interinamente el cargo de alcalde mayor de Nueva Cartago y Costa Rica desde 1564 hasta 1566.

## Biografía
Miguel Sánchez de Guido había nacido en el año 1528 en alguna parte del Reino de Galicia que formaba parte de la Corona de España. Siendo joven viajó al continente americano  para ejercer cargos burocráticos.
Estuvo primero en la isla Hispaniola, y después prestó servicios en Chiriquí, Choluteca y Taguzgalpa o Mosquitia. En 1558 era vecino de la ciudad de León de la provincia de Nicaragua. Se casó con Leonor de Mendoza, de la que tuvo varios hijos, entre ellos el religioso dominico fray Francisco de Guido.
En 1560 partió a la conquista de Costa Rica con el alcalde mayor Juan de Cavallón y Arboleda, llevando consigo criados y esclavos, y participó en la fundación de la ciudad de Garcimuñoz, de la que fue nombrado alcalde ordinario de primer voto.
Bajo las órdenes de Cavallón tomó parte en diversas actividades de sometimiento de los indígenas. De 1563 a 1564 estuvo en Nicoya. En 1564 se hallaba en la ciudad de Cartago, cuando el alcalde mayor Juan Vázquez de Coronado partió a España y lo dejó al mando de Nueva Cartago y Costa Rica en carácter de teniente de alcalde mayor en el interinato del territorio.
Debido a que los vecinos de la ciudad de Cartago estaban pasando grandes necesidades y estaban próximos a abandonarla, marchó a Nicaragua y de su propio peculio "trajo mucha cantidad de soldados y ganado con que se remediaron y sosegaron", según dice un documento de 1590. 
Debido a la muerte del adelantado Vázquez de Coronado en 1565, se mantuvo al frente del gobierno hasta la llegada en 1566 del nuevo alcalde mayor interino Pedro Venegas de los Ríos, nombrado para suceder a aquel mientras el rey nombraba un nuevo gobernador. 
Falleció alrededor de 1590 en suma pobreza, en alguna parte de la Capitanía General de Guatemala, que formaba parte del Imperio español.